# Padre Eterno con i santi Rocco e Romano
Il Padre Eterno con i santi Rocco e Romano è un affresco staccato di Pietro Perugino, databile al 1477 o 1478 e conservato nella Pinacoteca comunale di Deruta.

## Storia
L'affresco, che risale al primo rientro di Perugino in Umbria dopo il fondamentale soggiorno formativo alla bottega di Verrocchio a Firenze, si trovava anticamente nella chiesa di San Francesco. Alla base riporta un'iscrizione con la data, parzialmente danneggiata, ma che può essere 1478 o 1477 a giudicare dallo spazio: "DECRETO PUBBLICO DFCTA / ANNO D[OMI]NI MCCCCLXXV[II/III]. Viene infatti ricollegato a un ex voto per la fine della pestilenza del 1476

## Descrizione e stile
In una sorta di tendaggio rosso, i santi Romano e Rocco stanno in piedi guardando, rispettivamente, verso l'apparizione del Padre Eterno in un nimbo luminoso al centro, e verso lo spettatore. Dio rivolge la sua benedizione verso il basso, dove si trova, a di sotto dell'iscrizione, una rara veduta idealizzata di Deruta.
L'opera riprende elementi dell'Adorazione dei Magi (come nella testa di san Rocco uguale a quella di Baldassarre) e delle tavolette di san Bernardino come il Miracolo del bambino nato morto per il motivo del pavimento in prospettiva con riquadri e losanghe. Lo stile è caratterizzato da un chiaroscuro marcato di una durezza espressiva dovuta forse all'ancora poca familiarità dell'artista con l'affresco che si ispira ai modi del Verrocchio e di Antonio del Pollaiolo.
Di grande interesse è la comparsa, per la prima volta a giudicare dalle opere note dell'artista, di quell'intonazione di delicato languore presente nella figura di san Romano, che guarda in alto e fa un gesto teatrale con la mano sinistra, come di misurato stupore per l'apparizione divina, come si ritroverà poi in moltissime opere peruginesche.
Vi s'intravede l'influenza di Piero della Francesca che il Perugino, allievo del Verrocchio, ha subito ai suoi inizi; quegli echi sono presenti nella veduta del borgo derutese che ricorda le vedute di Arezzo, nel bellissimo mattone rosa che san Rocco tiene sotto il piede, nel cerchio perfetto delle falde del suo cappello che ricorda le aureole a specchio tipiche di Piero della Francesca.